# Карауылтас
Карауылтас (каз. Қарауылтас) — башня средневековых времён, расположенная на территории современного Улытауского района Карагандинской области Казахстана, неподалёку от городища Баскамыр.
Башня высотой 3,5 м была возведена на вершине горы Ескула из каменных плит с использованием глины в качестве раствора. Время возведения — VIII—XI вв. Сооружение напоминало четырёхугольный колпак с заострёнными к верху стенами. До настоящего времени сохранились фрагменты стен высотой до 1,5 м.
Памятник обследовался Центрально-Казахстанской археологической экспедицией под руководством А. Х. Маргулана. По предположениям исследователей, Карауылтас был караульной башней городища Баскамыр и принадлежал к огузо-кипчакской эпохе.